# Stella di classe A V
Una stella di classe A V (o stella bianca di sequenza principale o  stella A V, erroneamente definita in passato nana bianca) è una stella di sequenza principale (ovvero che nel proprio nucleo fonde l'idrogeno in elio) di classe spettrale A e classe di luminosità V (5 in numeri romani).

## Caratteristiche
Tali stelle sono caratterizzate da spettri in cui sono molto ben definite le linee d'assorbimento dell'idrogeno nella serie di Balmer.
Hanno masse comprese tra 1,4 e 2,1 M⊙ e temperature superficiali che vanno da 7 600 a 10000 K. Diverse osservazioni hanno rilevato emissioni negli infrarossi più alte del previsto in diverse stelle (un esempio può essere Altair). Per via del loro spettro, infatti, le stelle di classe A emettono molte più radiazioni nell'ultravioletto, che nell'infrarosso, il quale è dovuto, piuttosto, alla presenza di una corona solare o di una nube di polveri.
Alcune tra le stelle più luminose del cielo notturno fanno parte di questa classe: Sirio A (A1 V), Vega (A0 V) e Altair (A7 V).
Le stelle di classe A non hanno una zona convettiva e pertanto non ci si attende che posseggano un campo magnetico. Poiché inoltre non hanno forti venti stellari, non hanno la possibilità di generare emissioni di raggi X.

## Abitabilità di un sistema planetario attorno a una stella bianca

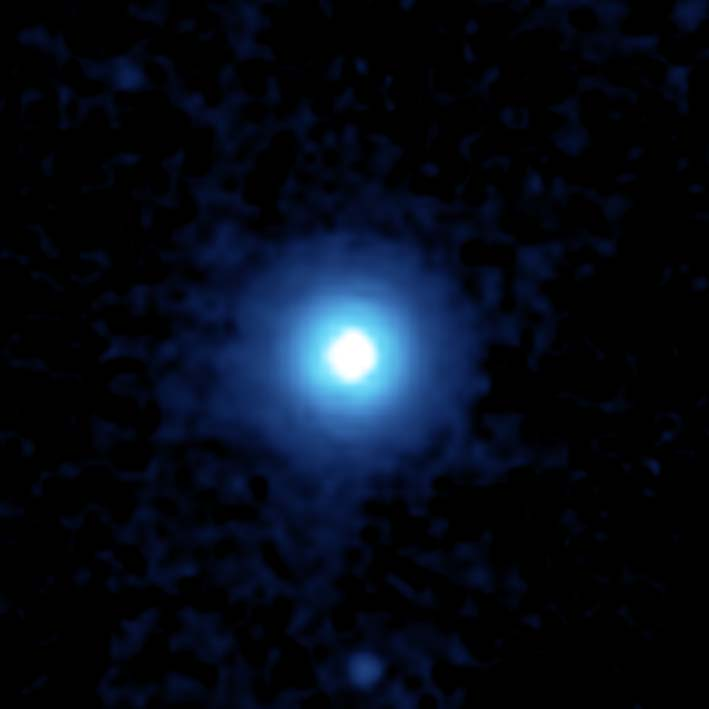
Vega, vista agli infrarossi, è una stella bianca di sequenza principale.

La zona abitabile attorno a una stella bianca è più lontana dalla propria stella rispetto a quanto avviene nel Sistema Solare. Nel caso di Sirio, ad esempio, si propone una zona abitabile compresa tra le 4 e le 5 au (simile alla distanza di Giove), con un'orbita di circa 7 anni terrestri. Un periodo così lungo, per un pianeta roccioso con un'inclinazione pari a quella della Terra, può portare a delle stagioni che durerebbero più di un anno terrestre. Ciò rappresenterebbe una grande sfida per piante e animali, dovendo affrontare periodi impervi come lunghi geli in inverno e grandi quantità di neve accumulatesi durante tutta la stagione, che in seguito provocherebbero grandi inondazioni. Oppure nella savana le lunghe stagioni di pioggia aiuterebbero lo sviluppo di molti animali, mentre una lunga stagione secca distruggerebbe grandi popolazioni di animali e di piante. Molto probabilmente sarebbe arduo per le piante sopravvivere a queste stagioni, o per gli animali andare in letargo così a lungo. In questi casi l'opzione migliore sembrerebbe migrare.
Distanze attorno alle 5 au dalla stella madre porterebbero a minori forze di marea, evitando quindi che rallenti il periodo di rotazione, e conferirebbero una maggiore sfera di gravità al pianeta, garantendo ulteriori possibilità per la presenza di lune. Queste condizioni possono contribuire all'esistenza di una dinamo planetaria e formare un consistente campo magnetico che protegga dal vento solare. In orbita a un gigante gassoso potrebbero trovarsi delle lune adatte anche a ospitare la vita. Un altro ostacolo per l'abitabilità però è sicuramente la forte radiazione ultravioletta, da cui per ripararsi potrebbe non essere sufficiente un'ozonosfera, rendendo difficile la vita, seppur non impossibile. Tuttavia le stelle di classe A, grazie alla loro luminosità e con il contributo di un effetto serra sul pianeta, hanno nel complesso delle zone abitabili molto estese, che nel Sistema Solare potrebbero arrivare anche all'orbita di Sedna, offrendo la possibilità di ospitare una moltitudine di pianeti e anche a distanze più sicure dalle radiazioni. In altre parole i principali ostacoli dall'ospitare la vita sarebbero: pesanti fattori climatici, dovuti a lunghi periodi di rivoluzione, apparentemente risolvibili con migrazioni; forti radiazioni ultraviolette, apparentemente risolvibili orbitando a distanze maggiori, anche se si andrebbe incontro a periodi ulteriormente lunghi.